# Artaba
Die Artaba  war ein persisches Volumenmaß und war für trockene Waren (Getreidemaß) bestimmt.
Das heute zum Iran gehörige Geltungsgebiet lässt sich mit einigen wichtigen Handelsplätzen beschreiben, wie Teheran als Hauptstadt, Schiras und Rascht sowie anderen Orten. 
- 1 Artaba = 3288,8 Pariser Kubikzoll = 65,238 Liter

Die Maßkette war
- 1 Artaba = 8 Collethun = 25 Capichas/Herminas = 50 Chenicas = 200 Sextarios